# Au Sable Forks, New York
Au Sable Forks, New York (енгл. Au Sable Forks) насељено је место без административног статуса у америчкој савезној држави Њујорк.

## Демографија
По попису из 2010. године број становника је 559, што је 111 (-16,6%) становника мање него 2000. године.
| Група             | 2000.       | 2010.       |
| Белци             | 659 (98,4%) | 553 (98,9%) |
| Афроамериканци    | 2 (0,3%)    | 0 (0,0%)    |
| Азијати           | 0 (0,0%)    | 0 (0,0%)    |
| Хиспаноамериканци | 1 (0,1%)    | 0 (0,0%)    |
| Укупно            | 670         | 559         |